# Nesria Jelassi
Nesria Al-Jelassi (còn Nesria Jelassi, tiếng Ả Rập: نسرية الجلاصي; sinh ngày 19 tháng 8 năm 1989) là một Judoka người Tunisia, người chơi cho hạng cân nhẹ. Cô là nhà vô địch Judo Tunisia hai lần, và bốn lần đoạt huy chương trong hạng cân 57 và 63 kg tại Giải vô địch Judo châu Phi. Cô cũng đã giành được huy chương vàng tại Đại hội Thể thao toàn châu Phi 2011 ở Maputo, Mozambique và bạc tại Đại hội Thể thao toàn châu Phi 2007 ở Algiers, Algeria.
Jelassi đại diện Tunisia tại Thế vận hội Mùa hè 2008 ở Bắc Kinh, nơi cô thi đấu cho hạng nhẹ nữ (57 kg). Cô đã đánh bại Yurisleydis Lupetey của Cuba ở vòng sơ khảo mười sáu, trước khi thua trận tứ kết, bởi một ippon và một otoshi (thả cơ thể), trước Judoka Úc và Olympian Maria Pekli năm lần. Bởi vì đối thủ của cô đã tiến sâu hơn vào bán kết, Jelassi đưa ra một phát bắn khác cho huy chương đồng bằng cách vào vòng thi đấu lại. Thật không may, cô chỉ hoàn thành ở vị trí thứ chín, sau khi thua trận đấu thứ hai với Bernadett Baczkó của Hungary, người đã ghi thành công một ippon và kuzure kesa gatame (giữ chiếc khăn bị hỏng), sau ba phút hai mươi giây.